# A veces miro mi vida
A veces miro mi vida és una pel·lícula documental biogràfica cubana dirigida per Orlando Rojas produïda per l'ICAIC el 1981.

## Argument
Documental sobre el cantant i actor Harry Belafonte gravat durant una gira musical que va fer a Cuba el 1980. En la llarga entrevista parla sobre les dues persones que més l'han inspirat, Martin Luther King i Paul Robeson, i sobre la necessitat universal de la humanitat de viure lliure de l'opressió, sobre la seva infantesa i la seva carrera. També mostra fragments de la pel·lícula Buck i el predicador, que va coprotagonitzar amb Sidney Poitier.

## Repartiment
- Harry Belafonte
- Letta Mbulu
- Falumi Prince

## Premis
Va rebre una menció especial al III Festival Internacional del Nou Cinema Llatinoamericà de l'Havana el 1981 i declarada film notable de l'any al Festival de Cinema de Londres de 1982.